# Élections législatives de 1973 en Gironde
Les élections législatives françaises de 1973 se déroulent les 4 et 11 mars 1973. Dans le département de la Gironde, dix députés sont à élire dans le cadre de dix circonscriptions.

## Élus
| Circonscription | Député sortant                                    | Parti | Parti | Député élu ou réélu   | Parti | Parti |
| --------------- | ------------------------------------------------- | ----- | ----- | --------------------- | ----- | ----- |
| 1re             | Jean Valleix                                      |       | UDR   | Jean Valleix          |       | UDR   |
| 2e              | Jacques Valade suppléant de Jacques Chaban-Delmas |       | UDR   | Jacques Chaban-Delmas |       | UDR   |
| 3e              | Jacques Grondeau                                  |       | UDR   | Henri Deschamps       |       | PS    |
| 4e              | Philippe Madrelle suppléant de René Cassagne      |       | PS    | Philippe Madrelle     |       | PS    |
| 5e              | Aymar Achille-Fould                               |       | CDP   | Aymar Achille-Fould   |       | CDP   |
| 6e              | Robert Brettes                                    |       | PS    | Michel Sainte-Marie   |       | PS    |
| 7e              | Franck Cazenave                                   |       | CNIP  | Franck Cazenave       |       | RI    |
| 8e              | Pierre Lagorce                                    |       | PS    | Pierre Lagorce        |       | PS    |
| 9e              | Bertrand des Garets suppléant de Robert Boulin    |       | UDR   | Robert Boulin         |       | UDR   |
| 10e             | Gérard Deliaune                                   |       | UDR   | Gérard Deliaune       |       | UDR   |

## Résultats

### Résultats à l'échelle du département
| Parti                 | Parti                                       | Premier tour | Premier tour | Second tour | Second tour | Sièges |
| Parti                 | Parti                                       | Voix         | %            | Voix        | %           | Sièges |
| --------------------- | ------------------------------------------- | ------------ | ------------ | ----------- | ----------- | ------ |
|                       | Parti socialiste                            | 116 191      | 24,28        | 201 519     | 42,21       | 4      |
|                       | Parti communiste français                   | 78 913       | 16,49        | Retrait     | Retrait     | 0      |
|                       | Mouvement des radicaux de gauche            | 23 432       | 4,90         | 46 790      | 9,80        | 0      |
|                       | Parti socialiste unifié                     | 4 781        | 1,00         |             |             | 0      |
|                       | Union de la gauche                          | 223 317      | 46,67        | 248 309     | 52,01       | 4      |
|                       |                                             |              |              |             |             |        |
|                       | Union des démocrates pour la République     | 116 733      | 24,40        | 131 900     | 27,63       | 4      |
|                       | Divers droite                               | 34 841       | 7,28         | 36 646      | 7,68        | 0      |
|                       | Républicains indépendants                   | 21 594       | 4,51         | 31 023      | 6,50        | 1      |
|                       | Centre démocratie et progrès                | 17 562       | 3,67         | 26 442      | 5,54        | 1      |
|                       | Union des républicains de progrès           | 190 730      | 39,86        | 226 011     | 47,34       | 6      |
|                       |                                             |              |              |             |             |        |
|                       | Mouvement réformateur                       | 49 738       | 10,39        | 3 081       | 0,65        | 0      |
|                       | Extrême gauche                              | 6 201        | 1,30         |             |             | 0      |
|                       | Centre national des indépendants et paysans | 5 175        | 1,08         | Retrait     | Retrait     | 0      |
|                       | Extrême droite                              | 2 864        | 0,60         |             |             | 0      |
|                       | Divers                                      | 486          | 0,10         | 0           |             |        |
|                       |                                             |              |              |             |             |        |
| Inscrits              | Inscrits                                    | 614 236      | 100,00       | 614 400     | 100,00      | 10     |
| Abstentions           | Abstentions                                 | 126 138      | 20,54        | 124 464     | 20,26       |        |
| Votants               | Votants                                     | 488 098      | 79,46        | 489 936     | 79,74       |        |
| Blancs et nuls        | Blancs et nuls                              | 9 587        | 1,96         | 12 535      | 2,56        |        |
| Exprimés              | Exprimés                                    | 478 511      | 98,04        | 477 401     | 97,44       |        |
| Source : Data.gouv.fr |                                             |              |              |             |             |        |

### Résultats par circonscription

#### Première circonscription (Bordeaux-I)
| Candidat       | Candidat                   | Parti          | Premier tour | Premier tour | Second tour | Second tour |  |
| Candidat       | Candidat                   | Parti          | Voix         | %            | Voix        | %           |  |
| -------------- | -------------------------- | -------------- | ------------ | ------------ | ----------- | ----------- |  |
|                | Jean Valleix sortant réélu | UDR (URP)      | 23 738       | 41,66        | 30 595      | 54,23       |  |
|                | Pierre Lalumière           | PS (UGSD)      | 13 697       | 24,04        | 25 818      | 45,77       |  |
|                | Didier J. Cazabonne        | CD (MR)        | 9 413        | 16,52        | Retrait     | Retrait     |  |
|                | Jacques Soulé              | PCF            | 7 634        | 13,4         | Retrait     | Retrait     |  |
|                | Joëlle Dusseau             | PSU            | 1 633        | 2,87         |             |             |  |
|                | Yves Peyrou                | LCR            | 859          | 1,51         |             |             |  |
|                |                            |                |              |              |             |             |  |
| Inscrits       | Inscrits                   | Inscrits       | 75 045       | 100,00       | 75 141      | 100,00      |  |
| Abstentions    | Abstentions                | Abstentions    | 17 186       | 22,9         | 17 092      | 22,75       |  |
| Votants        | Votants                    | Votants        | 57 859       | 77,1         | 58 049      | 77,25       |  |
| Blancs et nuls | Blancs et nuls             | Blancs et nuls | 885          | 1,53         | 1 636       | 2,82        |  |
| Exprimés       | Exprimés                   | Exprimés       | 56 974       | 98,47        | 56 413      | 97,18       |  |

#### Deuxième circonscription (Bordeaux-II)
| Candidat       | Candidat                            | Parti          | Premier tour | Premier tour | Second tour | Second tour |  |
| Candidat       | Candidat                            | Parti          | Voix         | %            | Voix        | %           |  |
| -------------- | ----------------------------------- | -------------- | ------------ | ------------ | ----------- | ----------- |  |
|                | Jacques Chaban-Delmas sortant réélu | UDR (URP)      | 12 570       | 48,56        | 13 748      | 53,43       |  |
|                | Daniel Tran                         | PS (UGSD)      | 5 059        | 19,54        | 8 904       | 34,6        |  |
|                | Adrien Junca                        | CD (MR)        | 4 483        | 17,32        | 3 081       | 11,97       |  |
|                | François Rivière                    | PCF            | 3 166        | 12,23        |             |             |  |
|                | Gérard Barthélemy                   | LO             | 609          | 2,35         |             |             |  |
|                |                                     |                |              |              |             |             |  |
| Inscrits       | Inscrits                            | Inscrits       | 35 428       | 100,00       | 35 381      | 100,00      |  |
| Abstentions    | Abstentions                         | Abstentions    | 9 157        | 25,85        | 9 309       | 26,31       |  |
| Votants        | Votants                             | Votants        | 26 271       | 74,15        | 26 072      | 73,69       |  |
| Blancs et nuls | Blancs et nuls                      | Blancs et nuls | 384          | 1,46         | 339         | 1,3         |  |
| Exprimés       | Exprimés                            | Exprimés       | 25 887       | 98,54        | 25 733      | 98,7        |  |

#### Troisième circonscription (Bordeaux-III)
| Candidat       | Candidat                 | Parti          | Premier tour | Premier tour | Second tour | Second tour |  |
| Candidat       | Candidat                 | Parti          | Voix         | %            | Voix        | %           |  |
| -------------- | ------------------------ | -------------- | ------------ | ------------ | ----------- | ----------- |  |
|                | Henri Deschamps élu      | PS (UGSD)      | 13 420       | 36,17        | 20 865      | 56,59       |  |
|                | Jacques Grondeau sortant | UDR (URP)      | 11 029       | 29,72        | 16 004      | 43,41       |  |
|                | Claude Scipion           | PCF            | 5 859        | 15,79        | Retrait     | Retrait     |  |
|                | Guy Larrue               | CD (MR)        | 4 726        | 12,74        |             |             |  |
|                | Max Pallas               | Divers droite  | 1 407        | 3,79         |             |             |  |
|                | André Demarqc            | Extrême droite | 664          | 1,79         |             |             |  |
|                |                          |                |              |              |             |             |  |
| Inscrits       | Inscrits                 | Inscrits       | 49 336       | 100,00       | 49 336      | 100,00      |  |
| Abstentions    | Abstentions              | Abstentions    | 11 621       | 23,55        | 11 464      | 23,24       |  |
| Votants        | Votants                  | Votants        | 37 715       | 76,45        | 37 872      | 76,76       |  |
| Blancs et nuls | Blancs et nuls           | Blancs et nuls | 610          | 1,62         | 1 003       | 2,65        |  |
| Exprimés       | Exprimés                 | Exprimés       | 37 105       | 98,38        | 36 869      | 97,35       |  |

#### Quatrième circonscription (Créon)
| Candidat       | Candidat                        | Parti               | Premier tour | Premier tour | Second tour | Second tour |  |
| Candidat       | Candidat                        | Parti               | Voix         | %            | Voix        | %           |  |
| -------------- | ------------------------------- | ------------------- | ------------ | ------------ | ----------- | ----------- |  |
|                | Philippe Madrelle sortant réélu | PS (UGSD)           | 23 000       | 43,49        | 35 795      | 69,29       |  |
|                | Henriette Poirier               | PCF                 | 10 623       | 20,09        | Retrait     | Retrait     |  |
|                | Jean-Pierre Pomade              | Divers droite (URP) | 9 890        | 18,7         | 15 863      | 30,71       |  |
|                | Pierre Saussin                  | MR                  | 4 207        | 7,95         |             |             |  |
|                | François Delehaye               | Divers droite       | 2 483        | 4,7          |             |             |  |
|                | Laure Lataste                   | PSU                 | 1 269        | 2,4          |             |             |  |
|                | Denis Massias                   | LO                  | 927          | 1,75         |             |             |  |
|                | Edmond-Édouard Brothier         | Divers              | 486          | 0,92         |             |             |  |
|                |                                 |                     |              |              |             |             |  |
| Inscrits       | Inscrits                        | Inscrits            | 66 627       | 100,00       | 66 628      | 100,00      |  |
| Abstentions    | Abstentions                     | Abstentions         | 12 741       | 19,12        | 13 766      | 20,66       |  |
| Votants        | Votants                         | Votants             | 53 886       | 80,88        | 52 862      | 79,34       |  |
| Blancs et nuls | Blancs et nuls                  | Blancs et nuls      | 1 001        | 1,86         | 1 204       | 2,28        |  |
| Exprimés       | Exprimés                        | Exprimés            | 52 885       | 98,14        | 51 658      | 97,72       |  |

#### Cinquième circonscription (Lesparre-Médoc)
| Candidat       | Candidat                          | Parti          | Premier tour | Premier tour | Second tour | Second tour |  |
| Candidat       | Candidat                          | Parti          | Voix         | %            | Voix        | %           |  |
| -------------- | --------------------------------- | -------------- | ------------ | ------------ | ----------- | ----------- |  |
|                | Aymar Achille-Fould sortant réélu | CDP (URP)      | 17 562       | 34,79        | 26 442      | 51,96       |  |
|                | Raymond-Georges Julien            | MRG (UGSD)     | 12 027       | 23,83        | 24 451      | 48,04       |  |
|                | Alain Chancogne                   | PCF            | 8 496        | 16,83        | Retrait     | Retrait     |  |
|                | Denyse Pintat                     | RI             | 6 915        | 13,7         | Retrait     | Retrait     |  |
|                | Bernard Ginestet                  | CD (MR)        | 5 475        | 10,85        |             |             |  |
|                |                                   |                |              |              |             |             |  |
| Inscrits       | Inscrits                          | Inscrits       | 64 010       | 100,00       | 63 967      | 100,00      |  |
| Abstentions    | Abstentions                       | Abstentions    | 12 325       | 19,25        | 11 684      | 18,27       |  |
| Votants        | Votants                           | Votants        | 51 685       | 80,75        | 52 283      | 81,73       |  |
| Blancs et nuls | Blancs et nuls                    | Blancs et nuls | 1 210        | 2,34         | 1 390       | 2,66        |  |
| Exprimés       | Exprimés                          | Exprimés       | 50 475       | 97,66        | 50 893      | 97,34       |  |

#### Sixième circonscription (Mérignac)
| Candidat       | Candidat                | Parti          | Premier tour | Premier tour | Second tour | Second tour |  |
| Candidat       | Candidat                | Parti          | Voix         | %            | Voix        | %           |  |
| -------------- | ----------------------- | -------------- | ------------ | ------------ | ----------- | ----------- |  |
|                | Jean-Claude Dalbos      | UDR (URP)      | 22 498       | 33,53        | 27 849      | 41,88       |  |
|                | Michel Sainte-Marie élu | PS (UGSD)      | 20 146       | 30,02        | 38 647      | 58,12       |  |
|                | Simone Rossignol        | PCF            | 13 748       | 20,49        | Retrait     | Retrait     |  |
|                | Victor Mazars           | MDSF (MR)      | 6 266        | 9,34         |             |             |  |
|                | Bertrand Bernadet       | PSU            | 1 879        | 2,8          |             |             |  |
|                | Odin Rossignol          | FN             | 1 437        | 2,14         |             |             |  |
|                | Jacques Coutantin       | LO             | 1 133        | 1,69         |             |             |  |
|                |                         |                |              |              |             |             |  |
| Inscrits       | Inscrits                | Inscrits       | 86 170       | 100,00       | 86 203      | 100,00      |  |
| Abstentions    | Abstentions             | Abstentions    | 17 794       | 20,65        | 17 945      | 20,82       |  |
| Votants        | Votants                 | Votants        | 68 376       | 79,35        | 68 258      | 79,18       |  |
| Blancs et nuls | Blancs et nuls          | Blancs et nuls | 1 269        | 1,86         | 1 762       | 2,58        |  |
| Exprimés       | Exprimés                | Exprimés       | 67 107       | 98,14        | 66 496      | 97,42       |  |

#### Septième circonscription (Arcachon)
| Candidat       | Candidat                      | Parti          | Premier tour | Premier tour | Second tour | Second tour |  |
| Candidat       | Candidat                      | Parti          | Voix         | %            | Voix        | %           |  |
| -------------- | ----------------------------- | -------------- | ------------ | ------------ | ----------- | ----------- |  |
|                | Franck Cazenave sortant réélu | RI (URP)       | 14 679       | 25,93        | 31 023      | 55,1        |  |
|                | Paul Euloge                   | PS (UGSD)      | 12 434       | 21,97        | 25 284      | 44,9        |  |
|                | Robert Duchez                 | UDR (URP)      | 12 292       | 21,72        | Retrait     | Retrait     |  |
|                | Jean Barrière                 | PCF            | 8 418        | 14,87        | Retrait     | Retrait     |  |
|                | William Giraud                | MR             | 4 921        | 8,69         |             |             |  |
|                | François Huc                  | Divers droite  | 2 247        | 3,97         |             |             |  |
|                | Aline Barthélemy              | LO             | 1 614        | 2,85         |             |             |  |
|                |                               |                |              |              |             |             |  |
| Inscrits       | Inscrits                      | Inscrits       | 71 702       | 100,00       | 71 696      | 100,00      |  |
| Abstentions    | Abstentions                   | Abstentions    | 13 841       | 19,3         | 13 517      | 18,85       |  |
| Votants        | Votants                       | Votants        | 57 861       | 80,7         | 58 179      | 81,15       |  |
| Blancs et nuls | Blancs et nuls                | Blancs et nuls | 1 256        | 2,17         | 1 872       | 3,22        |  |
| Exprimés       | Exprimés                      | Exprimés       | 56 605       | 97,83        | 56 307      | 96,78       |  |

#### Huitième circonscription (Langon)
| Candidat       | Candidat                     | Parti               | Premier tour | Premier tour | Second tour | Second tour |  |
| Candidat       | Candidat                     | Parti               | Voix         | %            | Voix        | %           |  |
| -------------- | ---------------------------- | ------------------- | ------------ | ------------ | ----------- | ----------- |  |
|                | Pierre Lagorce sortant réélu | PS (UGSD)           | 17 255       | 35,7         | 28 062      | 57,45       |  |
|                | Jean-Pierre Mévellec         | Divers droite (URP) | 13 814       | 28,58        | 20 783      | 42,55       |  |
|                | Jean Lafourcade              | PCF                 | 9 873        | 20,42        | Retrait     | Retrait     |  |
|                | Guy Chatelard                | Rad (MR)            | 4 161        | 8,61         |             |             |  |
|                | Bernard Damart               | Divers droite       | 3 235        | 6,69         |             |             |  |
|                |                              |                     |              |              |             |             |  |
| Inscrits       | Inscrits                     | Inscrits            | 59 972       | 100,00       | 60 102      | 100,00      |  |
| Abstentions    | Abstentions                  | Abstentions         | 10 646       | 17,75        | 10 104      | 16,81       |  |
| Votants        | Votants                      | Votants             | 49 326       | 82,25        | 49 998      | 83,19       |  |
| Blancs et nuls | Blancs et nuls               | Blancs et nuls      | 988          | 2            | 1 153       | 2,31        |  |
| Exprimés       | Exprimés                     | Exprimés            | 48 338       | 98           | 48 845      | 97,69       |  |

#### Neuvième circonscription (Libourne)
| Candidat       | Candidat                    | Parti          | Premier tour | Premier tour | Second tour | Second tour |  |
| Candidat       | Candidat                    | Parti          | Voix         | %            | Voix        | %           |  |
| -------------- | --------------------------- | -------------- | ------------ | ------------ | ----------- | ----------- |  |
|                | Robert Boulin sortant réélu | UDR (URP)      | 20 144       | 44,47        | 23 887      | 51,67       |  |
|                | Lucien Figeac               | MRG (UGSD)     | 11 405       | 25,18        | 22 339      | 48,33       |  |
|                | Jacques Soulignac           | PCF            | 7 281        | 16,07        | Retrait     | Retrait     |  |
|                | Paul Galy-Aché              | CD (MR)        | 2 880        | 6,36         |             |             |  |
|                | Alexandre Tessonaud         | LO             | 1 059        | 2,34         |             |             |  |
|                | Camille Bornerie-Clarus     | Divers droite  | 939          | 2,07         |             |             |  |
|                | Jean Barbet                 | Divers droite  | 826          | 1,82         |             |             |  |
|                | Roger Palmieri              | FN             | 763          | 1,68         |             |             |  |
|                |                             |                |              |              |             |             |  |
| Inscrits       | Inscrits                    | Inscrits       | 57 804       | 100,00       | 57 820      | 100,00      |  |
| Abstentions    | Abstentions                 | Abstentions    | 11 362       | 19,66        | 10 506      | 18,17       |  |
| Votants        | Votants                     | Votants        | 46 442       | 80,34        | 47 314      | 81,83       |  |
| Blancs et nuls | Blancs et nuls              | Blancs et nuls | 1 145        | 2,47         | 1 088       | 2,3         |  |
| Exprimés       | Exprimés                    | Exprimés       | 45 297       | 97,53        | 46 226      | 97,7        |  |

#### Dixième circonscription (Blaye)
| Candidat       | Candidat                      | Parti          | Premier tour | Premier tour | Second tour | Second tour |  |
| Candidat       | Candidat                      | Parti          | Voix         | %            | Voix        | %           |  |
| -------------- | ----------------------------- | -------------- | ------------ | ------------ | ----------- | ----------- |  |
|                | Gérard Deliaune sortant réélu | UDR (URP)      | 14 462       | 38,22        | 19 817      | 52,2        |  |
|                | Jacques Maugein               | PS (UGSD)      | 11 180       | 29,55        | 18 144      | 47,8        |  |
|                | Alain Guirriec                | CNIP           | 5 175        | 13,68        | Retrait     | Retrait     |  |
|                | Georges Bugueret              | PCF            | 3 815        | 10,08        |             |             |  |
|                | Francis Levraud               | CD (MR)        | 3 206        | 8,47         |             |             |  |
|                |                               |                |              |              |             |             |  |
| Inscrits       | Inscrits                      | Inscrits       | 48 142       | 100,00       | 48 126      | 100,00      |  |
| Abstentions    | Abstentions                   | Abstentions    | 9 465        | 19,66        | 9 077       | 18,86       |  |
| Votants        | Votants                       | Votants        | 38 677       | 80,34        | 39 049      | 81,14       |  |
| Blancs et nuls | Blancs et nuls                | Blancs et nuls | 839          | 2,17         | 1 088       | 2,79        |  |
| Exprimés       | Exprimés                      | Exprimés       | 37 838       | 97,83        | 37 961      | 97,21       |  |